# Giacinto Rossi (vescovo)
Giacinto Rossi (Diano Serreta, 22 febbraio 1826 – Genova, 29 gennaio 1899) è stato un vescovo cattolico e teologo italiano.

## Biografia
Abbracciò la vita religiosa tra i domenicani di Faenza nel 1844 e compì gli studi a Bologna, dove si laureò nel 1851.
Maestro in teologia dal 1862, fu insegnante a Ferrara, Imola e Bologna, di cui resse lo Studium dal 1863 al 1866.
Dopo la soppressione del convento domenicano di Bologna, nel 1866 si trasferì a Genova.
Studioso e profondo conoscitore della teologia del Doctor angelicus, nel 1879 fu uno dei primi dieci membri italiani della Pontificia Accademia di San Tommaso d'Aquino.
Fu eletto vescovo di Leuce in partibus nel 1881 e indicato da papa Leone XIII come rettore dell'Università cattolica di Lovanio, ma fu presto trasferito alla sede residenziale di Luni.
Lasciò numerosi scritti: Doveri dei cattolici nelle presenti condizioni d'Italia (Bologna, 1861); Conforti e speranze (Bologna, 1862); Spiritualità dell'anima umana (Genova, 1876); Catechismo e ateismo (Genova, 1878).

## Genealogia episcopale e successione apostolica
La genealogia episcopale è:
- Cardinale Scipione Rebiba
- Cardinale Giulio Antonio Santori
- Cardinale Girolamo Bernerio, O.P.
- Arcivescovo Galeazzo Sanvitale
- Cardinale Ludovico Ludovisi
- Cardinale Luigi Caetani
- Cardinale Ulderico Carpegna
- Cardinale Paluzzo Paluzzi Altieri degli Albertoni
- Papa Benedetto XIII
- Papa Benedetto XIV
- Cardinale Enrico Enriquez
- Arcivescovo Manuel Quintano Bonifaz
- Cardinale Buenaventura Córdoba Espinosa de la Cerda
- Cardinale Giuseppe Maria Doria Pamphilj
- Papa Pio VIII
- Papa Pio IX
- Cardinale Gustav Adolf von Hohenlohe-Schillingsfürst
- Arcivescovo Salvatore Magnasco
- Vescovo Giacinto Rossi, O.P.

La successione apostolica è:
- Vescovo Giovanni Battista Boracchia (1892)